# حزب المساواة والتنمية
حزب المساواة والتنمية هو حزب سياسي مصري تأسس بعد ثورة 25 يناير بعد أن تقدمت الفنانة تيسير فهمي بطلب تأسيس الحزب إلي لجنة شئون الأحزاب بدار القضاء العالي.

## تأسيس الحزب
تقدمت الفنانة تيسير فهمي، وزوجها المنتج أحمد أبو بكر يوم الثلاثاء 6 سبتمبر 2011 بأوراق تأسيس حزبهما السياسي «المساواة والتنمية» إلى لجنة الأحزاب السياسية، وقالت تيسير فهمي في تصريحات لـ«الأهرام»  إنها حصلت علي الموافقة المبدئية لتأسيس الحزب، حيث اطلعت لجنة شئون الأحزاب بدار القضاء العالي علي كل التوكيلات والأوراق الخاصة بالحزب وقبلت إجازتها، وحصلت علي الموافقة بالنشر في الصحف. وخاض الحزب انتخابات مجلس الشعب 2012 على قوائم تحالف الثورة مستمرة.

### المؤسسـون[3]
الدكتور أحمد أبو بكر (رئيس لجنة حكماء الحزب)
- بكالوريوس في الاقتصاد الزراعى جامعة عين شمس 1965.
- ماجيستير في التسويق جامعة ميسورى كولومبيا 1972.
- درجة الدكتوراه (PH.D) في الاقتصاد جامعة ولاية واشنطن – الولايات المتحدة الأمريكية يونيو 1976

الأستاذة تيسير حسن محمود فهمي شهرتها : تيسير فهمي
- بكالوريوس المعهد العالى للفنون المسرحية سنة 1976.
- عضو المجلس الوطني لثورة 25 يناير 2011.
- عضو جمعية مصريين ضد التمييز.

## برنامج الحزب
وفقا لما جاء بالموقع الرسمي للحزب:
- حزب يتبنى دولة البحث العلمي في كافة المجالات الصناعية والزراعية والتعليمية وخلافه بما يعود بالنفع على أبناء الوطن قاطبة دون تمييز بين جنس أو عرق أو دين
- حزب يمارس نشاطه في نطاق من الشرعية الدستورية وسيادة القانون، ويعمل على نهضة الأمة وتحقيق أمال وطموحات المواطن المصري وحل مشاكله في الداخل والخارج.
- حزب يتبنى حرية العقيدة والوحدة الوطنية واحترام حقوق الإنسان والمساواة والعدالة الاجتماعية وحقوق المرأة وتفعيل دور الشباب على اعتبار أنه مفجر ثورة 25 يناير التي احتضنها الشعب وحمتها القوات المسلحة، ذلك كي تستعيد مصر مكانتها الريادية والقيادية، والمتقدمة في العالم، ولذلك يؤمن الحزب، بضرورة إصلاح الفرد والأسرة والمجتمع والحكومة ومؤسسات الدولة والمحافظة على المال العام وحمايته وتنميته وتجريم الاعتداء عليه واحترام الأعراف والقوانين والاتفاقات الدولية.
- حزب لكل المصريين بالداخل والخارج على اختلاف عقائدهم ومذاهبهم وأجناسهم ومراكزهم الاجتماعية دون تمييز بين شخص وأخر ويعمل على ضمان حرية المواطن المصري واحترام حقوقه وآدميته في إطار من السلام الاجتماعي والوحدة الوطنية والعدالة الاجتماعية.
- حزب يقدم خدمات ثقافية واجتماعية وصحية لأعضاء الحزب خاصة، وللمواطنين عامة وخاصة في القرى المصرية الفقيرة رفعاً لمستواها.
- حزب يعمل على تمكين الشعب من خلال حياة نيابية سليمة من ممارسة حقه الأصيل في اختيار حاكمه وممثليه في المجالس النيابية والمحلية، وتعزيز الأمن القومى، ببناء وتطوير القوة الشاملة للدولة في النواحي العسكرية والأمنية والسياسية والاقتصادية والاجتماعية والثقافية.
- حزب يتبنى مبدأ الشورى والأسلوب الديمقراطي ونشر الوعي الديني القويم والوعي العلمي الصحيح بين المواطنين كافة وبين أعضائه بوجه خاص..
- حزب سياسته عدم استخدام العنف ونبذ الإرهاب ضد أي مواطن شريف واحترام كل طبقات المجتمع المصري، لأن السلام الاجتماعي لن يتم إلا بالعدل بين كل طبقات المجتمع، وأيضاً فإن التقدم السياسي والحضاري لا يمكن أن يتم إلا من خلال.

## وصلات خارجية
- الموقع الرسمي لحزب المساواة والتنمية
- تعرف على حزب المساواة والتنمية على يوتيوب- مقطع يوتيوب.